# 卡斯蒂約迪尼沃峰
52°35′S 72°26′W / 52.583°S 72.433°W
卡斯蒂約迪尼沃峰是智利的山峰，位於該國南部麥哲倫-智利南極大區的麥哲倫省，處於蓬塔阿雷納斯西北面120公里，海拔高度1,100米。